# L'Âge d'homme (livre)
Pour les articles homonymes, voir L'Âge d'homme.
L’Âge d’homme est un récit autobiographique de Michel Leiris, publié en 1939.

## Présentation
L’Âge d’homme est le premier texte littéraire de Michel Leiris à aborder l'autobiographie tout en renouvelant les règles du genre. Il a été écrit entre 1930 et 1935. Il est dédié à Georges Bataille « qui est à l'origine de ce livre ».
Commencé à trente-quatre ans, après une cure psychanalytique, ce récit retrace la vie de son auteur avec le regard rétrospectif de l'autobiographie. Mais le pacte de vérité qu'il sous-entend revêt une forme particulière du fait de l'expérience analytique. En effet, la liberté de ton, dont use Leiris, n'est pas sans rappeler l'absence de censure du discours analytique à laquelle le patient se prête durant la cure : L’Âge d’homme révèle ainsi les obsessions de l'auteur, morbides et sexuelles, avec une lucidité qui n'exclut pas l'autodérision, comme l'atteste l'autoportrait des premières pages. Leiris dresse ainsi un portrait de lui sans concession, en évoquant par exemple la haine qu'il éprouve envers un de ses frères dans « Mon frère ennemi » au chapitre V, « La Tête d'Holopherne ». Centré essentiellement sur l'enfance et la jeunesse de Leiris, le récit se veut aussi et surtout une interprétation de l'existence. À l'aune des figures mythologiques qui symbolisent son rapport au monde — Judith et Lucrèce notamment —, Leiris effectue un parallèle constant entre les épisodes de sa vie et ces deux icônes entre lesquelles sa vie balance, celle de la dévoratrice et celle de la femme blessée. Divisée en huit chapitres, l'autobiographie se clôt au moment où Leiris pense avoir atteint l'âge d'homme, qui se confond, pour lui, avec la naissance de sa vocation d'écrivain.
Fin 1945, il revient sur cette œuvre dans un court texte, De la littérature considérée comme une tauromachie, où il compare sa prise de risque dans la description autobiographique de son intimité à celle d'un torero lors d'une corrida.

## Chapitrage
1. Tragiques
2. Antiquités
3. Lucrèce
4. Judith
5. La Tête d'Holopherne
6. Lucrèce et Judith
7. Amours d'Holopherne
8. Le Radeau de la Méduse
9. Je viens d'avoir trente quatre ans

## Citations originales
- « Je viens d'avoir trente-quatre ans, la moitié de la vie. Au physique, je suis de taille moyenne, plutôt petit. » (Incipit)
- « J'ai horreur de me voir à l’improviste dans une glace car, faute de m'y être préparé, je me trouve à chaque fois d'une laideur humiliante. » (Chapitre : « Je viens d'avoir trente-quatre ans »)
- « Car une femme pour moi c'est toujours plus ou moins la Méduse ou le radeau de la Méduse. J'entends par là que si son regard ne me glace pas le sang, il faut alors que tout se passe comme si l'on y suppléait en s'entredéchirant »[évasif]